# Kinorhynchus stenopygus
Kinorhynchus stenopygus är en djurart som tillhör fylumet pansarmaskar, och som beskrevs av Higgins 1983. Kinorhynchus stenopygus ingår i släktet Kinorhynchus och familjen Pycnophyidae. Inga underarter finns listade i Catalogue of Life.